# Corriere d'Italia (Francoforte)
Il Corriere d'Italia è un mensile in lingua italiana pubblicato in Germania dal 1951. È l'organo di stampa in lingua italiana più diffuso al di fuori dell'Italia.

## Storia
La testata venne creata nel 1951 a Francoforte da Aldo Casadei (1916 - 2003), con il titolo La Squilla, organo di informazione cattolico per i lavoratori italiani che risiedevano in terra tedesca.
Nel 1963, la rivista assunse il titolo attuale Corriere d'Italia, con sottotitolo Giornale per gli italiani di Germania e Scandinavia.
Nel 2007 il Corriere d'Italia fu segnalato come miglior giornale italiano all'estero da una giuria di specialisti riunita presso la Presidenza del Consiglio dei ministri. Nello stesso anno l'allora direttore del giornale Mauro Montanari ricevette il premio Saint-Vincent per il giornalismo nella sezione Giornalismo internazionale.
Il Corriere d'Italia si occupa di informazione in generale, politica, attualità e argomenti vari, che interessano sia la Germania che l'Italia. Ma in modo particolare si occupa della comunità italiana residente in Germania e in altri paesi.